# クリヴォリジュスタリ製鉄所

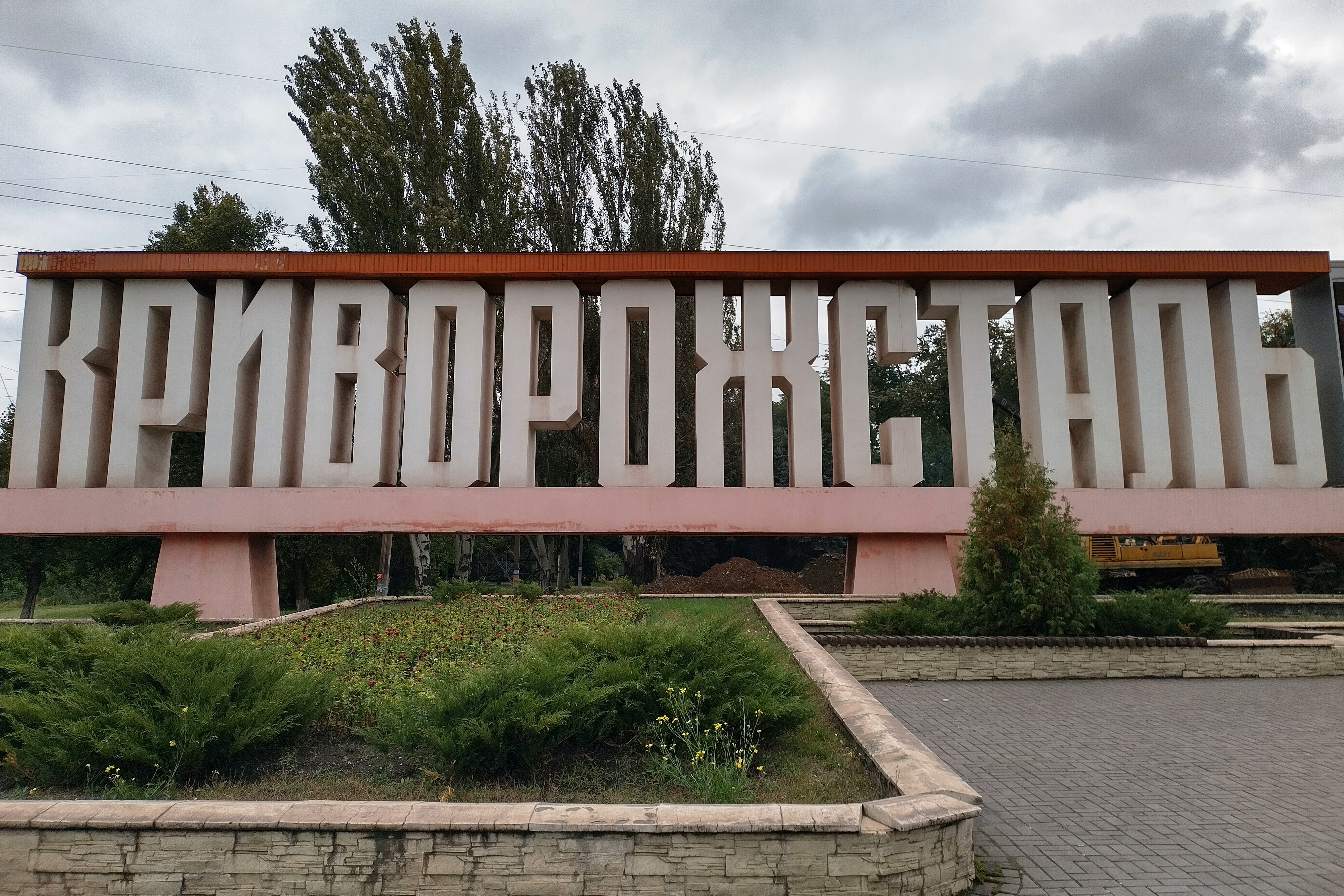
クリヴォリジュスタリ製鉄所の標識（ロシア語）

クリヴォリジュスタリ製鉄所（クリヴォリジュスタリせいてつしょ、ウクライナ語: Криворіжсталь＝クリヴォリジュスタリ、ロシア語: Криворожсталь＝クリヴォロジュスタリ、英語: Kryvorizhstal＝クリヴォジュスタル）として国際的に知られている製鉄所は、ウクライナ中部のクリヴィー・リーフにあり、同国最古で最大の製鉄所である。2005年にミッタル・スチールが買収して、現在は合併後のアルセロール・ミッタル・クリヴィー・リーフ製鉄所となっている。

## 短史
クリヴォリジュスタリ製鉄所の歴史は古く、クリヴィー・リーフ近くには鉄鉱石が埋蔵されていて、少なくとも1781年には製鉄が行われていて、製鉄の歴史はそれ以前に遡ると見られている。
ソビエト連邦時代の1930年時代に製鉄所の拡大が行われて、クルヴォイログ冶金工場と呼ばれるようになった。1940年代の第2次世界大戦中に工場はウラル山脈の東のニジニ・タギルへ移動し、戦後再建されて、更に発展した。
1991年ウクライナの独立後、2004年の鳴り物入り民営化計画は実行されず、翌2005年にはインドのミッタル・スチールの所有となり、同社のアルセロールとの合併後はアルセロール・ミッタルの所有となり、現在は「アルセロール・ミッタル・クリヴィー・リーフ製鉄所」（ArcelorMittal Kryvyi Rih）となっている。

## 参照項目
- アゾフスタリ製鉄所
- イリイチ製鉄所
- ウクライナの金属生産